# Dálnice A5 (Chorvatsko)
Dálnice A5 v Chorvatsku je částečně rozestavěná dálnice ve Slavonii. K listopadu 2021 bylo v provozu 58,7 z plánovaných 88,5 km.

## Trasa dálnice
Dálnice prochází Osijecko-baranjskou a Brodsko-posávskou župou. Bude začínat u budoucího hraničního přechodu na chorvatsko-maďarské hranici u města Beli Manastir a povede na jih, kolem města Osijek a přes řeku Drávu. Těsně u svého jižního konce, který tvoří hranice Bosny a Hercegoviny a řeka Sáva, se kříží s další důležitou chorvatskou dálnicí - dálnicí A3. Na bosenské straně se napojuje na další dálniční tah A1 ve směru Doboj – Zenica – Sarajevo – Ploče.